# Jaume Salom i Dols
Jaume Salom i Dolç Perot (Santa Maria del Camí, 1892 - 1970). Mecànic i empresari cinematogràfic.
Nascut a Can Millo, va treballar de serrador a Can Morei a Coanegra, amb una serra moguda per la força de l'aigua. Després treballà com a mecànic en el primer motor d'electricitat del poble.
Va ser el promotor de les primeres manifestacions de la cinematografia en el poble de Santa Maria del Camí. El 1923 va inaugurar el Cinema Ideal, al carrer Marquès de la Fontsanta, abans havia projectat pel·lícules a l'aire lliure. L'edifici del Cinema Ideal era un projecte de Guillem Forteza. La sala comptava amb uns 200 localitats a la planta baixa i un petit primer pis amb 48 seients. En els anys trenta es va introduir el cinema sonor. El primer film sonor es va projectar el 1934 i va ser El desfiladero del amor. El color no es va introduir fins al 1943. El 1955 es varen reformar les instal·lacions per aconseguir un major confort. El 1969 Jaume Salom va obrir un cinema d'estiu amb capacitat per 298 persones al carrer Gabriel Bibiloni. El Cinema Ideal va tancar les portes l'any 1984, després de seixanta-un anys de projeccions.
A més d'aquests cinemes a Santa Maria del Camí, Jaume Salom va obrir el 1936 el cinema Modern de Sencelles, que gestionà fins al 1951, i en els anys quaranta es va posar al davant del cinema Dorado de Pòrtol que explotà fins a la seva desaparició.